# Guardiola (Pinell de Solsonès)
Guardiola és una masia situada al municipi de Pinell de Solsonès, a la comarca catalana del Solsonès.
Està situada a 718 m d'altitud.